# Марьина Роща (платформа)
Ма́рьина Ро́ща — остановочный пункт Рижского направления МЖД и Алексеевской соединительной линии в составе линий МЦД-2 и МЦД-4 Московских центральных диаметров. Расположен между станциями Дмитровская, Станколит и Рижская. С платформы организована пересадка на станции метрополитена «Марьина Роща» Большой кольцевой линии и Люблинско-Дмитровской линии. Платформа для поездов МЦД-2 была открыта 2 марта 2023 года, а для МЦД-4 открытие состоялось 9 сентября 2023 года.

## Описание
Строительство станции началось в 2020 году. На первом этапе строительства возведена платформа для линии МЦД-2 с навесом на всю длину и крытый надземный пешеходный переход. В сентябре 2023 года завершено строительство ещё одной идентичной платформы для поездов МЦД-4.
 Для поездов через платформу Марьина Роща МЦД-4 соседними остановочными пунктами на дату 9 сентября 2023 являются Площадь трёх вокзалов  (на  время строительства Рижской МЦД-4) и Савёловская МЦД-4 (решение о закрытии платформы Станколит не принято). Пригородные поезда от и до Рижского вокзала на Марьиной Роще не останавливаются.

## Наземный общественный транспорт
На этой станции можно пересесть на следующие маршруты городского пассажирского транспорта:
- Автобусы: м53, 418, с511, 512, 519, 524, с532, 538, т42, н6